# Aconitum pseudolaeve
Aconitum pseudolaeve är en ranunkelväxtart som beskrevs av Takenoshin Nakai. Aconitum pseudolaeve ingår i släktet stormhattar, och familjen ranunkelväxter. Inga underarter finns listade i Catalogue of Life.